# Curufin
Curufin je izmišljen lik iz Tolkienove mitologije, serije knjig o Srednjem svetu britanskega pisatelja J. R. R. Tolkiena.
Je noldorski vilin, peti sin Fëanorja in Nerdanel. Imel je sina Celebrimborja, ki je izdelal Troje prstane.